# هولبروک بلین
هولبروک بلین (انگلیسی: Holbrook Blinn; ۲۳ ژانویهٔ ۱۸۷۲ – ۲۴ ژوئن ۱۹۲۸) هنرپیشه اهل ایالات متحده آمریکا بود. وی بین سال‌های ۱۸۹۷ تا ۱۹۲۷ میلادی فعالیت می‌کرد.
از فیلم‌ها یا برنامه‌های تلویزیونی که وی در آن نقش داشته‌است می‌توان به رزیتا اشاره کرد.